# Labagoumen
Labagoumen (kinesiska: 喇叭沟门, 喇叭沟门满族乡) är en etnisk minoritetssocken för manchuer i Kina. Den ligger i stadsdistriket Huairou i Pekings storstadsområde, i den norra delen av landet, omkring 110 kilometer norr om stadskärnan. Antalet invånare är 4 895. Befolkningen består av 2 297 kvinnor och 2 598 män. Barn under 15 år utgör 10,0 %, vuxna 15-64 år 71 %, och äldre över 65 år 18,0 %.